# Stuiver

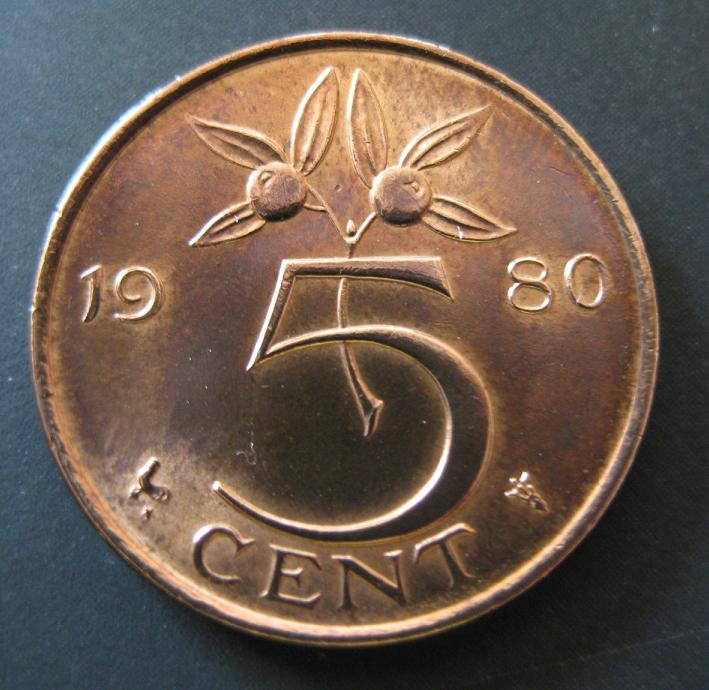
Stuiver uit 1980, muntzijde, muntmeesterteken Haan met ster

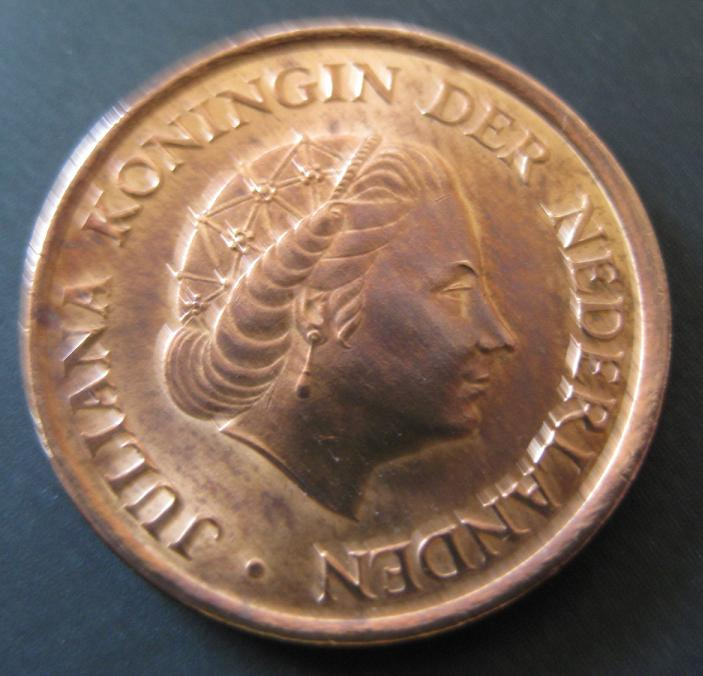
Stuiver uit 1980, Juliana, kopzijde.

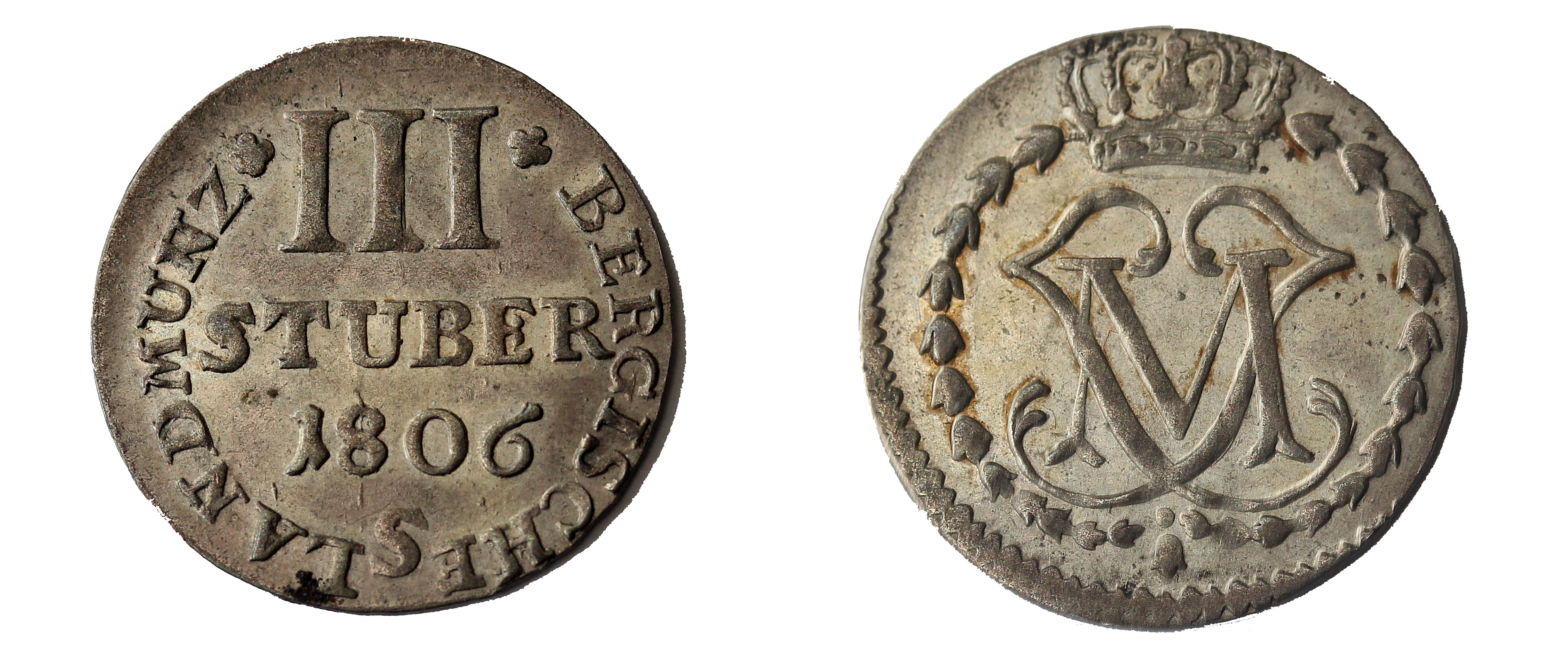
Bergse munt van 3 Stüber (1806)

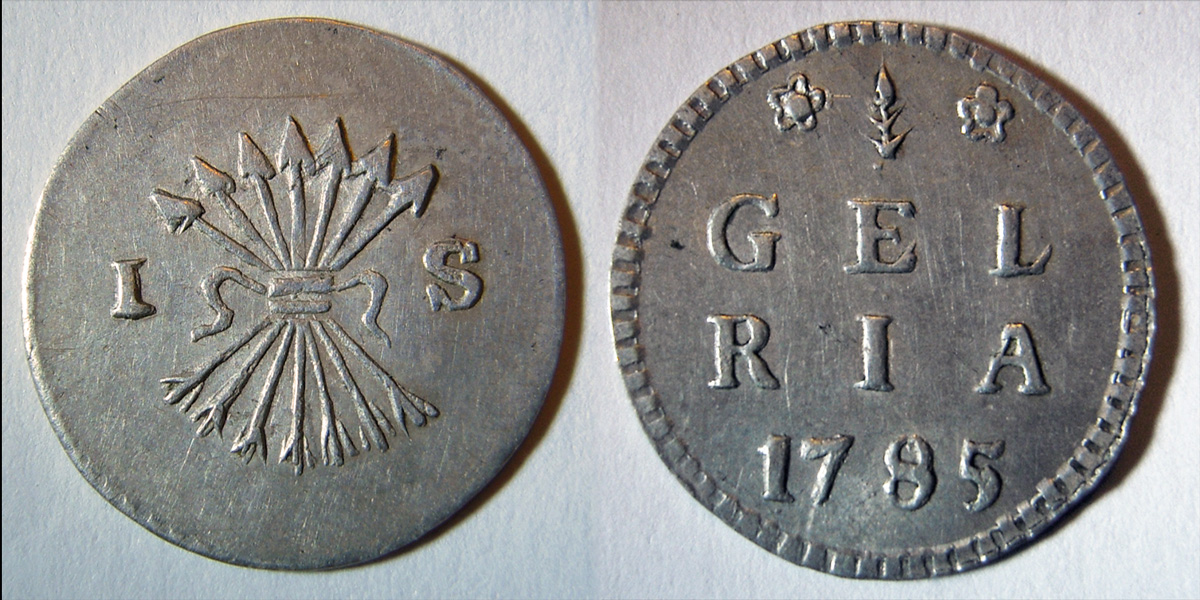
Provinciale zilveren stuiver van Gelderland uit 1785. Vanwege de pijlenbundel op de voorzijde werd dit type stuiver doorgaans "bezemstuiver" genoemd.

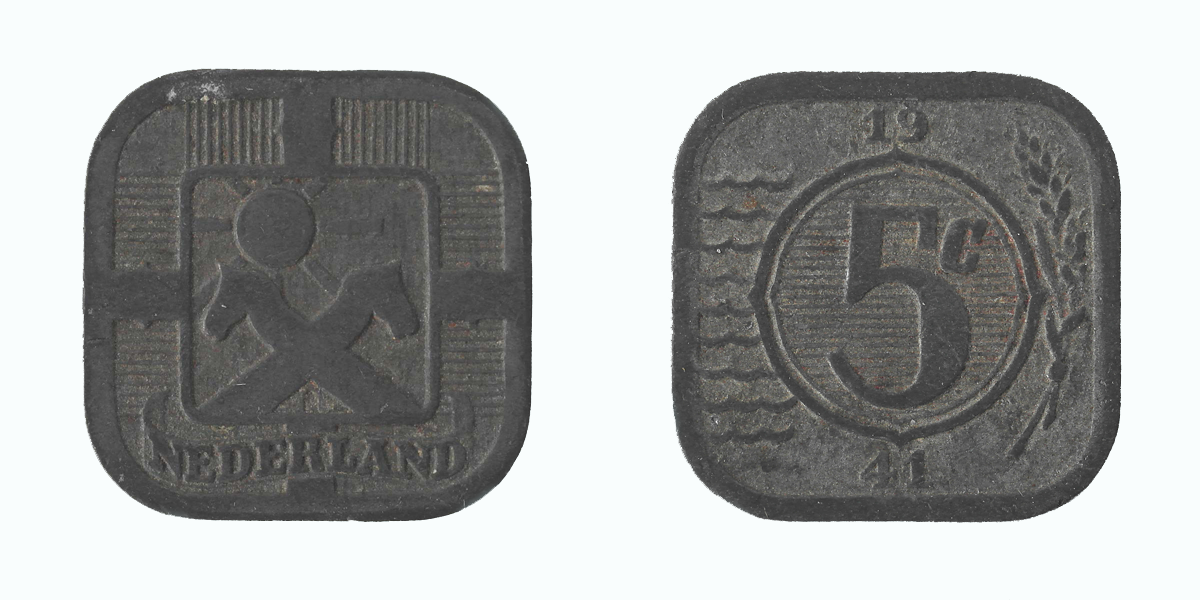
Zinken stuiver uit WOII

Een stuiver is een voormalig Nederlands muntstuk met een waarde van 1/20 gulden. Deze waardeverhouding bestaat sinds de invoering van de carolusgulden en de stuiver door keizer Karel V in 1521. De
oudste bekende vermelding van de stuiver als muntstuk dateert echter van 1404. Volgens het Meertens Instituut is het woord ouder, er bestaat een vermelding in een geschrift uit 1404: stuversbroet voor 'een brood van een stuiver'. Etymologen leggen daarom een verband met het oude Duitse Stüber, dat oorspronkelijk 'afgeknot stuk' betekende.
Stuivers werden in de Nederlandse koloniën, maar ook in meerdere Europese landen, gemunt en gebruikt. In Duitsland was Stüber of Stüver de naam van een kleine bronzen munt uit de 15e-19e eeuw, die eeuwenlang vooral in het Bergse Land in omloop was. In het Franse taalgebied was de patard in omloop, die met de stuiver vergelijkbaar was. Nadat de Nederlandse kolonie van Ceylon door de Engelsen was overgenomen werd daar van 1801 tot 1821 een munt geslagen die stiver heette en als vervanging van de Oost-Indische stuiver fungeerde. Eenzelfde proces veroorzaakte invoering van de stiver in Demerara-Essequibo, later bekend als Brits-Guiana. Daar werd de munt geslagen tussen 1809 en 1835. Het in 1999 voor het eerst geslagen muntstuk van 5 eurocent wordt in Nederland ook stuiver genoemd.

## Nederland
De stuiver was oorspronkelijk onderverdeeld in 8 duiten of in 16 penningen. Voor 1816 werd in de Republiek der Verenigde Nederlanden gerekend met guldens, stuivers en penningen. Een (Carolus)gulden bestond uit 20 stuivers en een stuiver uit 16 penningen. In Nederlandse teksten van vóór 1816 vindt men dus wel bedragen als f 10-12-4, ofwel 10 gulden, 12 stuivers en 4 penningen. Na de invoering van het decimale stelsel in Nederland aan het begin van de 19e eeuw werd de stuiver officieel vervangen door een muntje met een waarde-opdruk van 5 cent. In de volksmond bleef dit muntje de naam stuiver dragen. f 10-12-4 komt overeen met 10,6125 gulden in ons huidige decimale stelsel.
Toen men onder koning Willem III munten van hogere kwaliteit zilver ging slaan, werd de stuiver zeer klein: ongeveer een millimeter kleiner dan een dubbeltje en veel platter. Het gehalte lag toen op 640/1000 en onder Willem I 569/1000. Doordat de munten van hoogwaardig zilver meer onderhevig waren aan slijtage, werden deze zilveren stuivers zo kwetsbaar, dat men begin twintigste eeuw besloot stuivers in nikkel te gaan slaan. Deze bleken in de praktijk te veel op kwartjes te lijken, waardoor voor dit type stuivers de naam 'avondkwartje' ontstond. De uiteindelijke oplossing bestond uit een vierkante stuiver met afgeronde hoeken, zonder wapen of kop, maar met een bloem op de voorzijde. Ook de zinken stuivers tijdens de Duitse bezetting waren vierkant.
Na de Tweede Wereldoorlog, vanaf 1948, werden stuivers in brons gemunt en waren ze weer rond.
Het muntstuk van 5 eurocent wordt in Nederland ook stuiver genoemd (in Ierland wordt dit muntstuk shilling genoemd). Niet alleen is de waardeaanduiding (5 cent) gelijk, ook komen de vorm en dikte nagenoeg overeen. De samenstelling verschilt: de stuiver werd gemaakt van 95% koper, 4% tin en 1% zink terwijl het muntstuk van 5 eurocent gemaakt is van staal met een laagje koper.
Muntstukken van 10 cent worden dubbeltje genoemd, omdat zij de dubbele waarde van een stuiver hebben.

### Nederlandse Antillen
Aan het einde van de Tweede Wereldoorlog kregen de Nederlandse Antillen hun eigen munteenheid. In 1948 werd hun 'eerste' stuiver geslagen. Tot op heden wordt deze munt aangemunt. De stuiver had tot 1985 de vooroorlogse vierkante vorm. Vanaf 1989 worden ronde stuivers geslagen.

#### Aruba
Toen Aruba in 1986 een status aparte kreeg, kreeg Aruba ook zijn eigen munteenheid, genaamd: de Arubaanse florin. De kleinste munt is de stuiver. Hij wordt voor het eerst geslagen in 1986. Het portret van de munt is nog niet gewijzigd.

### Suriname
In Suriname werd in 1962 de Surinaamse gulden ingevoerd met bijbehorende muntreeks. De Surinaamse stuiver is vierkant. In 1988 wordt hij voor het laatst geslagen. En in 2004 wordt de gulden vervangen door de Surinaamse dollar. De oude munten, waaronder de stuiver, hebben nu een waarde in dollarcent en zijn daarmee van de ene op de andere dag 1000 keer zo veel waard geworden. Op beperkte schaal worden weer nieuwe munten geslagen, maar deze verdwijnen grotendeels in verzamelingen.

### Nederlands-Indië
Deze munt was in Nederlands-Indië niet zo populair. Hij is twee fases verschenen. De eerste was van 1854 tot 1855. (Toen heette de munt 1/20 gulden.) De tweede fase was van 1913 tot 1922. In totaal zijn er maar vijf jaren geweest waarin de munt geslagen werd.

## Uitdrukkingen
Een groot aantal Nederlandse uitdrukkingen verwijst naar de stuiver. Enkele voorbeelden zijn:
- Een mooie/aardige stuiver - een aanzienlijk bedrag
- Een stuivertje gespaard is een stuivertje gewonnen - alle beetjes helpen.
- Dat is een stuivertje op zijn kant - het is erg onzeker hoe het zal aflopen.[3]
- Dat is geen stuiver meer waard - het is niets meer waard.
- Voor een 'grijpstuiver' werken - voor een zeer klein bedrag arbeid verrichten.
- Een stuiver kan raar rollen - hoe iets precies afloopt kun je nooit weten.
- Stuivertje wisselen - van plaats wisselen met iets of iemand (afgeleid van het gelijknamige kinderspel).